# Falco eleonorae
El halcón de Eleonora (Falco eleonorae) es una especie de ave falconiforme de la familia Falconidae autóctona del Mediterráneo. Ave migratoria, cría en distintos enclaves de la costa magrebí, Cerdeña, Croacia y España (en las islas Canarias, Baleares y Columbretes), para después invernar en Madagascar. No se conocen subespecies.
Descubrimientos recientes llevados a cabo por científicos de universidades españolas han demostrado que la ruta migratoria de la especie atraviesa el continente africano, en lugar de seguir una ruta marítima a través del Mediterráneo y el Mar Rojo.

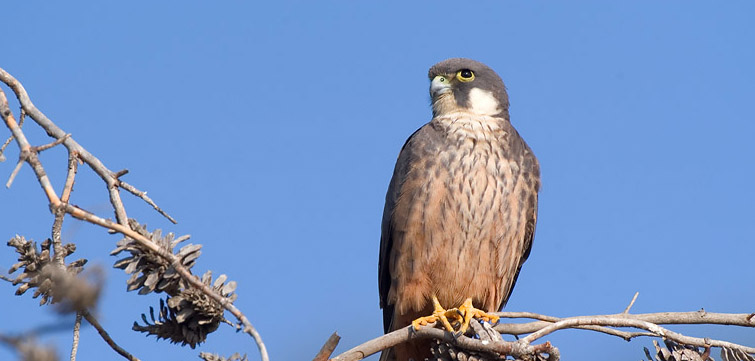
Halcón de Eleonora en una rama en las Islas Baleares

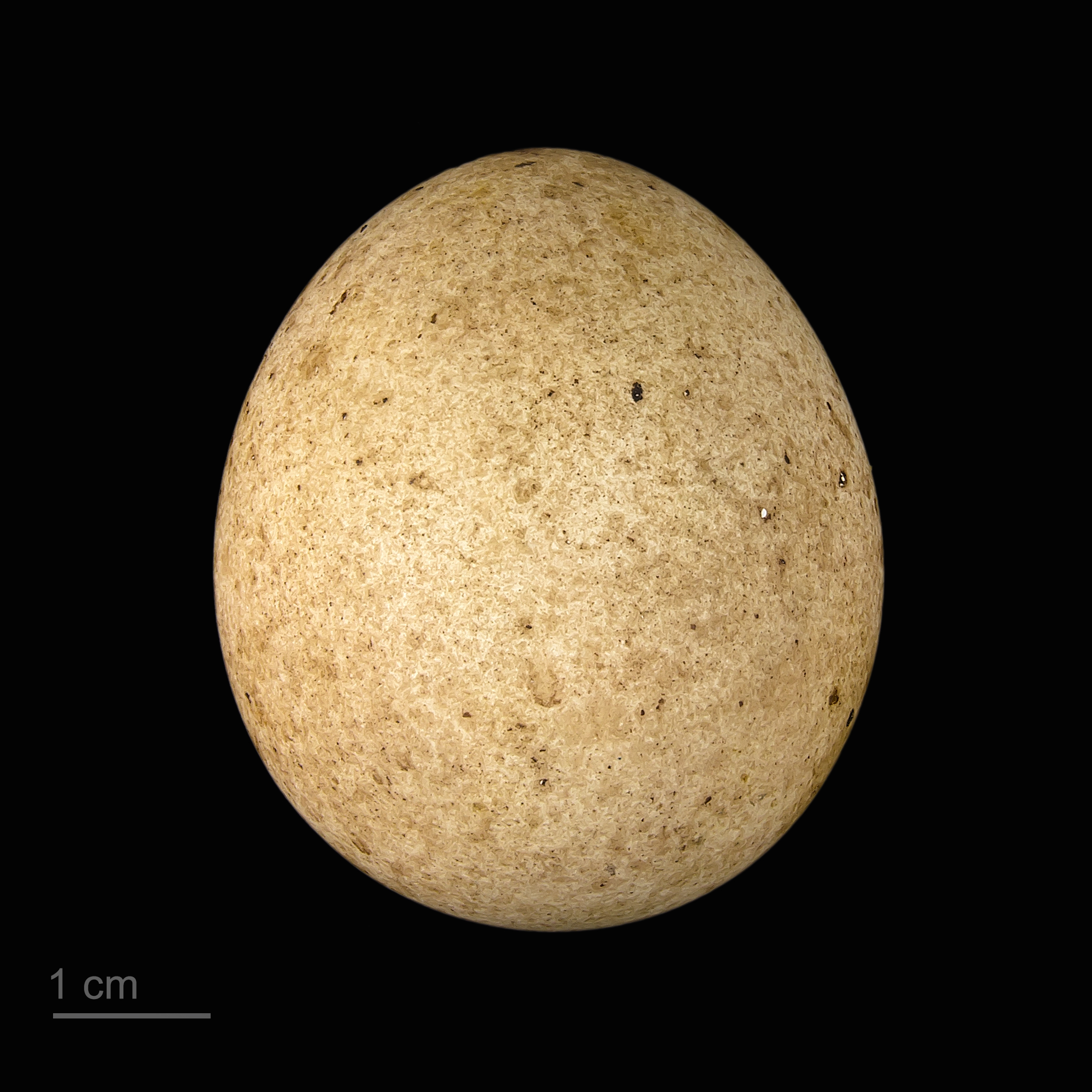
Falco eleonorae - MHNT

## Etimología
El nombre de la especie se dio en honor de Leonor de Arborea (hacia 1350-1404) de Cerdeña, célebre por haber establecido la primera legislación de protección de rapaces, aunque muy probablemente esta protección estaba destinada a reservar la utilización de los animales únicamente por la nobleza.